# 5328 Нісіямакойті
5328 Нісіямакойті (5328 Nisiyamakoiti) — астероїд головного поясу, відкритий 26 жовтня 1989 року.
Тіссеранів параметр щодо Юпітера — 3,498.
Названо на честь Нісіяма Койті (яп. にしやま・こういち(西山浩一) нісіяма ко:йті)